# Palacio de la Diputación Provincial (Zaragoza)
El Palacio de la Diputación Provincial es un céntrico palacio de Zaragoza situado en la plaza de España, sede de la Diputación Provincial de Zaragoza (DPZ), presidida actualmente por el socialista Juan Antonio Sánchez Quero. 

## Historia
A mediados del siglo XIX, la corporación provincial de Zaragoza solicitó que se le cediese el antiguo convento de San Francisco, que aunque ruinoso por efecto de los dos asedios que sufriera en la guerra de la Independencia, ofrecía condiciones muy ventajosas por hallarse enclavado en un espacio llamado a ser céntrico, en el comienzo del ensanche zaragozano.
En el año 1840 le fue cedido el solar y el edificio convento y en 1843 comenzaron las obras, habilitando unas habitaciones para la secretaría de la Diputación y un pequeño salón de sesiones. En 1857 se le encomendó la ampliación y formación de nuevos planos, al arquitecto provincial Pedro Martínez Sangrós.
La última reforma importante se llevó a cabo a partir de 1946 por el arquitecto provincial Teodoro Ríos Balaguer. A esta etapa corresponde la actual fachada, finalizada en 1952.

## Descripción

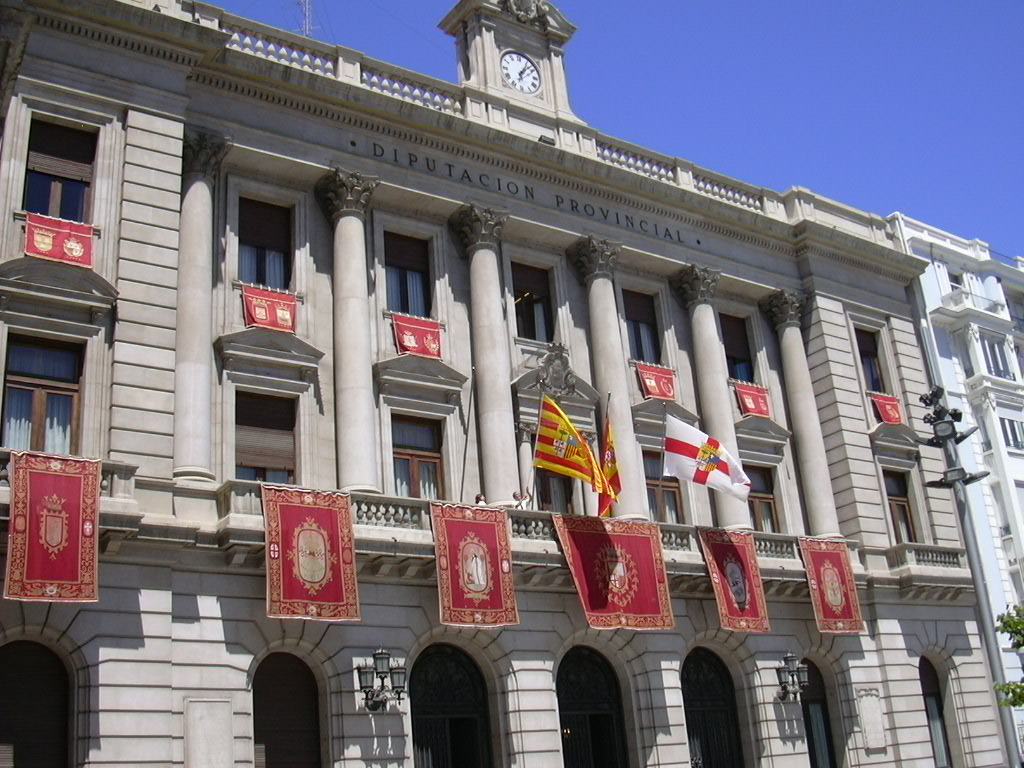
Palacio de la Diputación en día de gala.

El cuerpo central del edificio y el guarnecido de las ventanas son de piedra sillar de Escatrón. En los solados de la parte que ocupa la Diputación y en las chimeneas se emplearon mármoles de Carrara y Bélgica. Tiene las paredes de estuco con filetes de oro. En los paneles de las puertas de los salones, de nogal tallado, aparecen los diferentes escudos de armas de los distritos. La escalera principal, de dos ramales, presenta una forma esbelta y un aspecto grandioso. 
Una de las estancias más notables que embellecen el palacio es el magnífico salón de corte, que forma un cuadrilongo muy extenso y elevado, con airosa bóveda y adornos de arabescos en sus ventanas y tribunas. Está precedido de una rotonda circular que contribuye a realzar grandemente su entrada.
En el piso principal de este palacio se hallan el salón de sesiones de la Diputación y las habitaciones que fueron del Gobernador de la provincia, y en el bajo, el despacho de dicha autoridad.
En la fachada exterior, corona el edificio un reloj con esfera transparente de cristal de cerca de dos metros de diámetro y de una sola pieza custodiado por dos figuras alegóricas representando la noche y el día. Estas escultura, así como la elegante crestería que corona el frontis, el gran escudo de armas de la provincia colocado en su remate, los escudos de armas de los partidos y los bustos de los reyes de Aragón decoran el patio de entrada, ejecutado en piedra por Palao y conocido con el nombre de patio de los Reyes.
En el tejado del palacio se ubica uno de los cinco carillones que hay en toda España. El carillón de la DPZ está formado por 33 campanas fundidas en Karlsruhe (Alemania) en 1992 y da varios conciertos al año a cargo del carillonista zaragozano Ignacio Navarro Gil.
El edificio conecta por la parte trasera con el palacio de los Condes de Sástago, centro cultural también propiedad de la Diputación provincial, y al cual se accede desde la calle del Coso. 